# Benedicto Antonio Angeli
Benedicto Antonio Angeli (* 10. Februar 1939 in Lindóia; † 3. Juni 2021 in Ribeirão Preto), auch bekannt als Antoninho, war ein brasilianischer Fußballspieler und Fußballtrainer.
2021 verstarb Antoninho infolge einer COVID-19-Infektion.

## Karriere
Antoninho begann seine Profilaufbahn 1956 beim brasilianischen SE Palmeiras in São Paulo. Für Palmeiras bestritt er 82 Ligaspiele und schoss dabei 15 Tore. 1959 wechselte er zu Botafogo FC (SP). 1960 wechselte er nach Europa. Hier unterschrieb er einen Vertrag beim italienischen Verein AC Florenz. 1961 gewann er mit dem Verein den Coppa Italia und Europapokal der Pokalsieger. 1962 kehrte er zu Botafogo zurück. Für Botafogo bestritt er 188 Ligaspiele und schoss dabei 83 Tore. Danach spielte er bei América FC (SP), Comercial FC (Ribeirão Preto) und Sertãozinho FC.
Nach seiner aktiven Laufbahn war Antoninho als Trainer in Brasilien und Japan aktiv.

## Erfolge
AC Florenz
- Italienischer Pokalsieger: 1960/61
- Europapokal der Pokalsieger: 1960/61